# Ben Riley

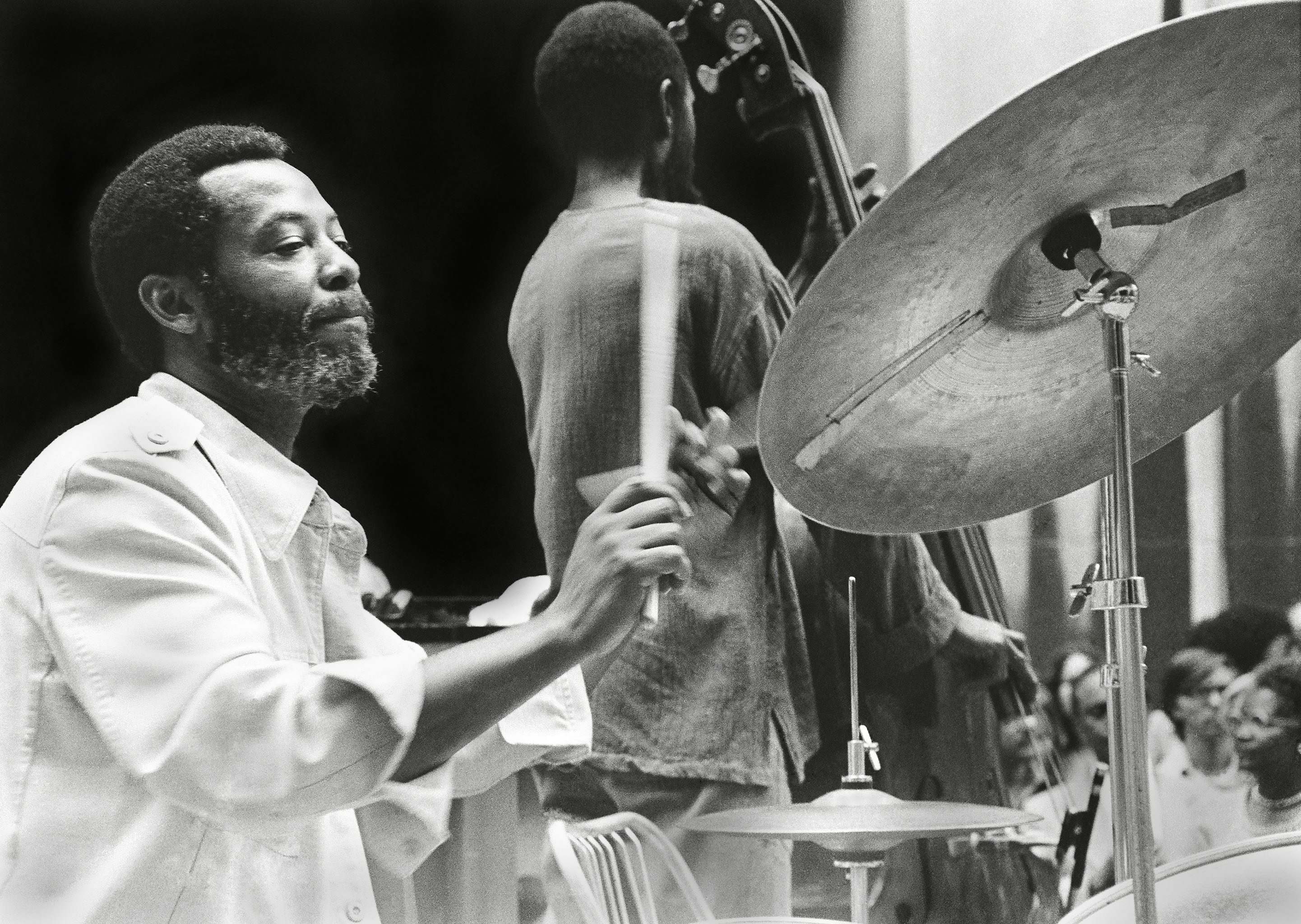
Ben Riley (1977)

Ben Riley (* 17. Juli 1933 in Savannah, Georgia; † 18. November 2017 in West Islip, Suffolk County (New York)) war ein US-amerikanischer Jazz-Schlagzeuger.

## Leben und Wirken
Rileys Eltern zogen mit ihm von Georgia nach New York City, als er vier Jahre alt war. Dort wurde er in seiner Highschool-Zeit Schüler des Bandleaders Cecil Scott. Ab 1953 diente er in der US Army, wo er Mitglied einer Jazzband war. Nach dem Armeedienst arbeitete er mit zahlreichen New Yorker Musikern, darunter Randy Weston, Mary Lou Williams, Sonny Rollins, Woody Herman, Stan Getz, Billy Taylor und Johnny Griffin.
In den 1960er Jahren war er Partner des Pianisten Thelonious Monk, mit dem er zahlreiche Tourneen absolvierte und Alben einspielte. Daneben trat er in dieser Zeit mit Earl Hines, Andrew Hill, Hank Jones, Barry Harris und Clark Terry auf. Nachdem er fünf Jahre als Lehrer einer New Yorker Schule gewirkt hatte, wurde er Mitte der 1970er Jahre Mitglied des New York Jazz Quartet und Partner von Alice Coltrane. Daneben war er Mitglied des Ron Carter Quartet, mit dessen Mitgliedern Buster Williams und Kenny Barron er später ein Trio bildete. Aus diesem wurde mit dem Tenorsaxophonisten Charlie Rouse die Band Sphere.
Nach dem Tod von Rouse löste sich die Band auf, Riley arbeitete weiter mit Barron, daneben auch mit Abdullah Ibrahim, Barney Kessel, Chet Baker, Johnny Griffin,  Andrew Hill (Shades, 1987), Horace Tapscott (Dissent or Descent (1998)) und anderen. 1992 wurde er in die Coastal Jazz Hall of Fame seiner Geburtsstadt Savannah aufgenommen. Im Bereich des Jazz war er laut Tom Lord zwischen 1958 und 2013 an 32 Aufnahmesessions beteiligt. Seine letzten Jahre verbrachte Riley in einem Pflegeheim. Er starb am 18. November 2017 im Alter von 84 Jahren.